# Barabattoia mirabilis
Barabattoia mirabilis är en korallart som beskrevs av Yoshitaka Yabe och Sugiyama 1941. Barabattoia mirabilis ingår i släktet Barabattoia och familjen Faviidae. Inga underarter finns listade i Catalogue of Life.